# Kawamoto Taizō
Kawamoto Taizō (jap. 川本 泰三; * 17. Januar 1914 in Seto; † 20. September 1985) war ein japanischer Fußballnationalspieler.
Kawamoto debütierte 1934 bei den Fernostspielen. Gleich im ersten Spiel gelang ihm ein Treffer. Es folgten zwei weitere Spiele. Außerdem nahm er an den Olympischen Spielen 1936 teil, bei denen er zum Sieg gegen die Auswahl Schwedens einen Treffer beisteuerte. 1940 absolvierte er in einem Freundschaftsturnier ein weiteres Länderspiel. Im Alter von vierzig Jahren wurde er nochmals berufen und absolvierte drei weitere Spiele, darunter eines in einem WM-Qualifikationsspiel gegen die Auswahl Südkoreas.